# Гончаров, Игорь Борисович
Игорь Борисович Гончаров (6 августа 1939, Москва — 24 апреля 2020, там же) — советский и российский учёный-медик.
Доктор медицинских наук, профессор, сотрудник Государственного научного центра РФ Института медико-биологических проблем (ИМБП) РАН.
Заслуженный врач Российской Федерации (1996).

## Биография
Родился в семье врачей. Учился в I Московском медицинском институте им. И. М. Сеченова, который окончил по лечебному делу в 1967 году, также окончил клиническую ординатуру при Московском городском институте скорой помощи им. Склифосовского по специальности «Травматология и ортопедия» в 1969 году. В годы учёбы работал в скорой помощи, в 1971 году защитил диссертацию. В 1972 году поступил в ИМБП, где заведовал отделом и лабораторией и, как указано на сайте ИМБП, являлся ведущим специалистом института в области оказания медицинской помощи членам экипажей пилотируемых космических полетов; с 1998 года возглавлял работы в области космической телемедицины. Член Главной медицинской комиссии Министерства здравоохранения и Министерства обороны России по освидетельствованию космонавтов.
Действительный член Российской академии космонавтики им. К. Э. Циолковского и Международной академии астронавтики.
Награжден орденом Дружбы народов, медалями — памяти К. Э. Циолковского, «В память 850-летия Москвы», С. П. Королёва, «За заслуги перед космонавтикой», а также медалями и дипломами Российской ассоциации космонавтики и НАСА. Отмечен President’s Lifetime Achievement in Space Medicine от Space Medicine Association и является её почётным членом.
Автор 132 научных работ, 23 авторских изобретений, 4 патентов.
Умер от COVID-19. От той же инфекции за два дня до его смерти умер его сын, 55-летний врач-кардиолог Николай Гончаров.